# Campionat d'Europa de futbol 2008
El Campionat d'Europa de futbol 2008, també conegut com a Eurocopa 2008 o Euro 2008, va ser el tretzè Campionat d'Europa de futbol. El torneig es va disputar a Àustria i Suïssa, va començar el 7 de 2008 i va concloure el 29 de juny de 2008 amb la final al Ernst Happel Stadion de Viena. Va ser la segona vegada que el torneig se celebrava a dos països conjuntament. Grècia era la defensora del títol, que havia aconseguit al torneig anterior. La selecció espanyola va guanyar el torneig en vèncer Alemanya per 1-0 a la final.
Setze equips varen participar en el torneig. Àustria i Suïssa es varen classificar automàticament com amfitrions. Els 14 equips restants es varen classificar després d'una classificació que va començar l'agost de 2006. Com a campions d'Europa, Espanya té dret a participar en la Copa Confederacions 2009 a Sud-àfrica.

## Seus
A cada seu es disputen tres partits de la primera fase, mentre que el partit inaugural es jugarà a Basilea. En la fase final, els partits seran repartits entre Basilea i Viena, disputant-se 2 quarts de final i una semifinal en cadascun, mentre la final es disputarà a la capital austríaca.
| Àustria                          | Àustria                          | Suïssa                   | Suïssa                   |
| Viena                            | Klagenfurt                       | Basilea                  | Berna                    |
| -------------------------------- | -------------------------------- | ------------------------ | ------------------------ |
| Ernst Happel Stadion             | Wörthersee Stadion               | St. Jakob-Park           | Stade de Suisse          |
| Capacitat: 53.295                | Capacitat: 31.957                | Capacitat: 42.000        | Capacitat: 31.907        |
|                                  |                                  |                          |                          |
| VienaKlagenfurtInnsbruckSalzburg | VienaKlagenfurtInnsbruckSalzburg | BasileaBernaGinebraZúric | BasileaBernaGinebraZúric |
| Innsbruck                        | Salzburg                         | Ginebra                  | Zúric                    |
| Tivoli-Neu                       | Stadion Wals-Siezenheim          | Stade de Genève          | Letzigrund               |
| Capacitat: 31.600                | Capacitat: 31.020                | Capacitat: 31.228        | Capacitat: 30.000        |
|                                  |                                  |                          |                          |

## Fase de classificació
Per a la classificació a l'Eurocopa 2008 es realitzarà un torneig previ entre setembre de 2006 i novembre de 2007. Per a això, es va celebrar un sorteig en Montreux (Suïssa), el 27 de gener de 2006 on es van formar set grups classificatoris, on els dos primers de cadascun es classificaran per a la ronda final. Àustria i Suïssa estan classificades automàticament, exercint el seu dret d'organitzador.

## Equips participants

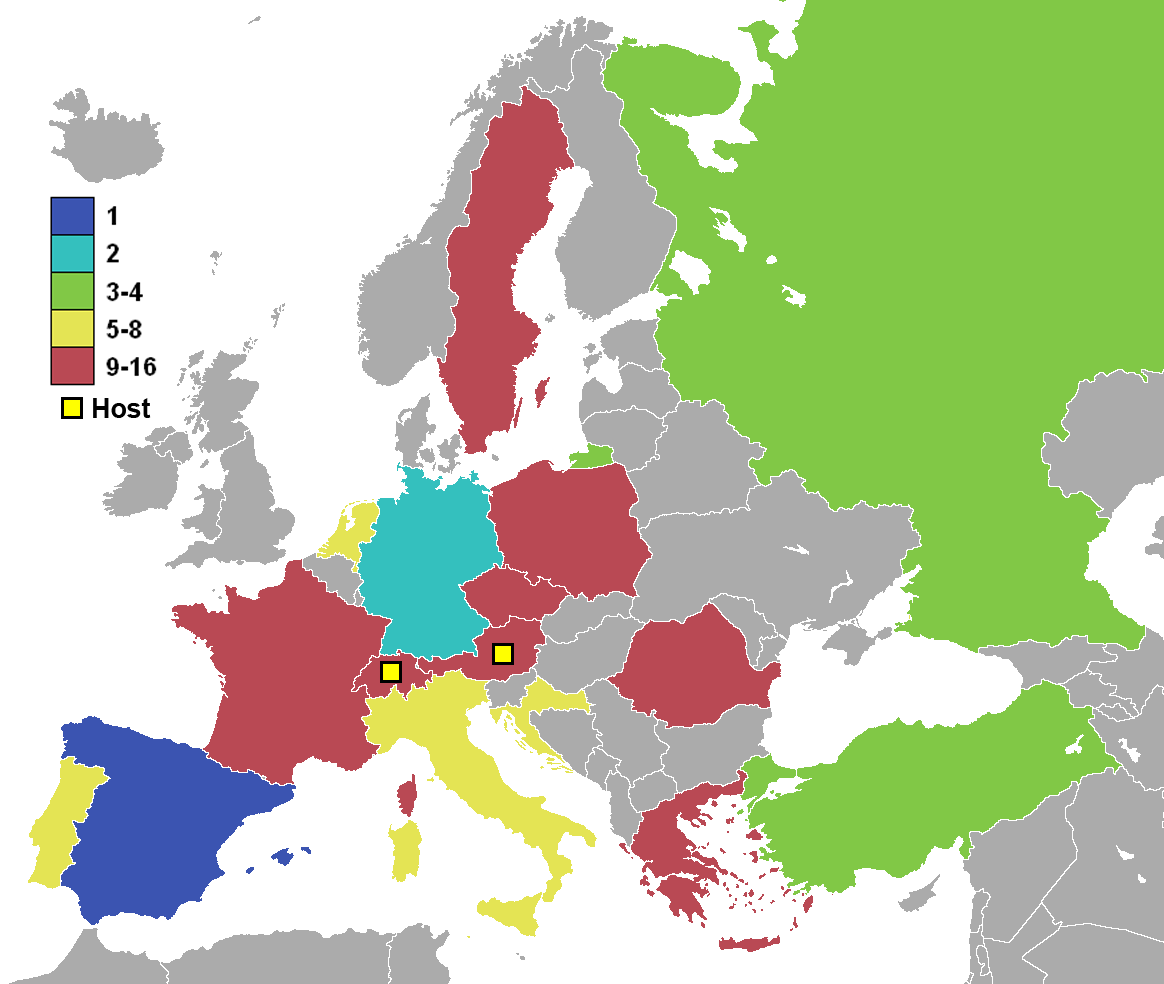
Equips participants

En cursiva, equips debutants a l'Eurocopa:
| Equips participants | Equips participants | Equips participants | Equips participants |
| ------------------- | ------------------- | ------------------- | ------------------- |
| Alemanya            | França              | Portugal            | Rússia              |
| Àustria             | Grècia              | Polònia             | Suècia              |
| Croàcia             | Itàlia              | República Txeca     | Suïssa              |
| Espanya             | Països Baixos       | Romania             | Turquia             |

## Àrbitres
Dotze àrbitres i vint-i-quatre assistents van ser seleccionats per al torneig:
| País          | Àrbitre                | Assistents                | Assistents            |
| ------------- | ---------------------- | ------------------------- | --------------------- |
| Alemanya      | Herbert Fandel         | Carsten Kadach            | Volker Wezel          |
| Àustria       | Konrad Plautz          | Egon Bereuter             | Markus Mayr           |
| Bèlgica       | Frank de Bleeckere     | Peter Hermans             | Alex Verstraeten      |
| Eslovàquia    | Ľuboš Micheľ           | Roman Slysko              | Martin Balko          |
| Espanya       | Manuel Mejuto González | Juan Carlos Yuste Jiménez | Jesús Calvo Guadamuro |
| Grècia        | Kyros Vassaras         | Dimitiris Bozartzidis     | Dimitiris Saraidaris  |
| Anglaterra    | Howard Webb            | Darren Cann               | Mike Mullarkey        |
| Itàlia        | Roberto Rosetti        | Alessandro Griselli       | Paolo Calcagno        |
| Noruega       | Tom Henning Øvrebø     | Geir Åge Holen            | Jan Petter Randen     |
| Països Baixos | Pieter Vink            | Adriaan Inia              | Hans Ten Hoove        |
| Suècia        | Peter Fröjdfeldt       | Stefan Wittberg           | Henrik Andren         |
| Suïssa        | Massimo Busacca        | Matthias Arnet            | Stephane Cuhat        |

## Fase de Grups

### Grup A
| Equip           | Pts | J | G | E | P | GF | GC | Dif |
| --------------- | --- | - | - | - | - | -- | -- | --- |
| Portugal        | 6   | 3 | 2 | 0 | 1 | 5  | 3  | +2  |
| Turquia         | 6   | 3 | 2 | 0 | 1 | 5  | 5  | 0   |
| Suïssa          | 3   | 3 | 1 | 0 | 2 | 3  | 3  | 0   |
| República Txeca | 3   | 3 | 1 | 0 | 2 | 4  | 6  | -2  |

| Suïssa | 0–1 | República Txeca    |
| ------ | --- | ------------------ |
|        |     | Vaclav Svěrkoš 71' |

 St. Jakob-Park, Basilea

Assistència: 39.730 espectadors
Àrbitre: Roberto Rosetti (Itàlia)        
| Portugal                       | 2–0 | Turquia |
| ------------------------------ | --- | ------- |
| Pepe 61' · Raul Meireles 90+3' |     |         |

 Stade de Genève, Ginebra

Assistència: 29.106 espectadors
Àrbitre: Herbet Fandel (Alemanya)        
| República Txeca  | 1–3 | Portugal                                                 |
| ---------------- | --- | -------------------------------------------------------- |
| Libor Sionko 17' |     | Deco 8' · Cristiano Ronaldo 63' · Ricardo Quaresma 90+1' |

 Stade de Genève, Ginebra 

Assistència: 29.016 espectadors
Àrbitre: Kyros Vassaras (Grècia)        
| Suïssa          | 1–2 | Turquia                              |
| --------------- | --- | ------------------------------------ |
| Hakan Yakin 32' |     | Semih Sentürk 57' · Arda Turan 90+2' |

 St. Jakob-Park, Basilea

Assistència: 39.730 espectadors
Àrbitre: Ľuboš Micheľ (Eslovàquia)        
| Suïssa                     | 2–0 | Portugal |
| -------------------------- | --- | -------- |
| Hakan Yakin 71' i 83' (p.) |     |          |

 St. Jakob-Park, Basilea

Assistència: 39.730 espectadors
Àrbitre: Konrad Plautz (Àustria)        
| Turquia                                                         | 3–2 | República Txeca                      |
| --------------------------------------------------------------- | --- | ------------------------------------ |
| Arda Turan 75' · Nihat Kahveci 87' i 89' · Volkan Demirel 90+2' |     | Jan Koller 34' · Jaroslav Plašil 62' |

 Stade de Genève, Ginebra

Assistència: 29.016 espectadors
Àrbitre: Peter Fröjdfeldt (Suècia)        

### Grup B
| Equip    | Pts | J | G | E | P | GF | GC | Dif |
| -------- | --- | - | - | - | - | -- | -- | --- |
| Croàcia  | 9   | 3 | 3 | 0 | 0 | 4  | 1  | +3  |
| Alemanya | 6   | 3 | 2 | 0 | 1 | 4  | 2  | +2  |
| Àustria  | 1   | 3 | 0 | 1 | 2 | 1  | 3  | -2  |
| Polònia  | 1   | 3 | 0 | 1 | 2 | 1  | 4  | -3  |

| Àustria | 0–1 | Croàcia        |
| ------- | --- | -------------- |
|         |     | Luka Modrić 4' |

 Ernst Happel Stadion, Viena

Assistència: 51.428 espectadors
Àrbitre: Pieter Vink (Holanda)        
| Alemanya                 | 2–0 | Polònia |
| ------------------------ | --- | ------- |
| Lukas Podolski 19' i 72' |     |         |

 Wörthersee Stadion, Klagenfurt

Assistència: 30.461 espectadors
Àrbitre: Tom Henning Ovrebo (Noruega)        
| Croàcia                          | 2–1 | Alemanya                                  |
| -------------------------------- | --- | ----------------------------------------- |
| Darijo Srna 24' · Ivica Olić 62' |     | Lukas Podolski 79' · Schweinsteiger 90+2' |

 Wörthersee Stadion, Klagenfurt

Assistència: 30.461 espectadors
Àrbitre: Frank De Bleeckere (Bèlgica)        
| Polònia             | 1–1 | Àustria                 |
| ------------------- | --- | ----------------------- |
| Roger Guerreiro 30' |     | Ivica Vastic 90+3' (p.) |

 Ernst Happel Stadion, Viena

Assistència: 51.428 espectadors
Àrbitre: Howard Webb (Anglaterra)        
| Àustria | 0–1 | Alemanya            |
| ------- | --- | ------------------- |
|         |     | Michael Ballack 49' |

 Ernst Happel Stadion, Viena

Assistència: 51.428 espectadors
Àrbitre: Mejuto González
| Polònia | 0–1 | Croàcia          |
| ------- | --- | ---------------- |
|         |     | Ivan Klasnić 53' |

 Wörthersee Stadion, Klagenfurt

Assistència: 30.461 espectadors
Àrbitre: Kyros Vassaras (Grècia)        

### Grup C
| Equip         | Pts | J | G | E | P | GF | GC | Dif |
| ------------- | --- | - | - | - | - | -- | -- | --- |
| Països Baixos | 9   | 3 | 3 | 0 | 0 | 9  | 1  | +8  |
| Itàlia        | 4   | 3 | 1 | 1 | 1 | 3  | 4  | -1  |
| Romania       | 2   | 3 | 0 | 2 | 1 | 1  | 2  | -2  |
| França        | 1   | 3 | 0 | 1 | 2 | 1  | 6  | -5  |

| Romania | 0–0 | França |
| ------- | --- | ------ |
|         |     |        |

 Letzigrund Stadion, Zúric
Assistència: 30.585 espectadors
Àrbitre: Mejuto González (Espanya)        
| Països Baixos                                           | 3–0 | Itàlia |
| ------------------------------------------------------- | --- | ------ |
| van Nistelrooy 26' · Sneijder 31' · van Bronckhorst 79' |     |        |

 Stade de Suisse, Wankdorf, Berna
Assistència: 30.777 espectadors
Àrbitre: Peter Fröjdfeldt (Suècia)        
| Itàlia      | 1–1 | Romania  |
| ----------- | --- | -------- |
| Panucci 56' |     | Mutu 55' |

 Letzigrund Stadion, Zúric 
Assistència: 30.585 espectadors
Àrbitre: Tom Henning (Noruega)        
| Països Baixos                                          | 4–1 | França    |
| ------------------------------------------------------ | --- | --------- |
| Kuyt 9' · van Persie 59' · Robben 72' · Sneijder 90+2' |     | Henry 71' |

 Stade de Suisse, Wankdorf, Berna 
Assistència: 30.777 espectadors
Àrbitre: Herbert Fandel (Alemanya)        
| Països Baixos                  | 2–0 | Romania |
| ------------------------------ | --- | ------- |
| Huntelaar 54' · van Persie 87' |     |         |

 Stade de Suisse, Wankdorf, Berna 
Assistència: 30.777 espectadors
Àrbitre: Massimo Busacca (Suïssa)        
| França          | 0–2 | Itàlia                        |
| --------------- | --- | ----------------------------- |
| Éric Abidal 24' |     | Pirlo 25' (p.) · De Rossi 62' |

 Letzigrund Stadion, Zúric 
Assistència: 30.585 espectadors
Àrbitre: Ľuboš Micheľ (Eslovàquia)        

### Grup D
| Equip   | Pts | J | G | E | P | GF | GC | Dif |
| ------- | --- | - | - | - | - | -- | -- | --- |
| Espanya | 9   | 3 | 3 | 0 | 0 | 8  | 3  | +5  |
| Rússia  | 6   | 3 | 2 | 0 | 1 | 4  | 4  | 0   |
| Suècia  | 3   | 3 | 1 | 0 | 2 | 3  | 4  | -1  |
| Grècia  | 0   | 3 | 0 | 0 | 3 | 1  | 5  | -4  |

| Espanya                                  | 4–1 | Rússia           |
| ---------------------------------------- | --- | ---------------- |
| Villa 20', 44' i 74' · Cesc Fàbregas 90' |     | Pavliutxenko 86' |

 Tivoli-Neu Stadion, Innsbruck
Assistència: 30.772 espectadors
Àrbitre: Konrad Plautz (Àustria)        
| Grècia | 0–2 | Suècia                       |
| ------ | --- | ---------------------------- |
|        |     | Ibrahimović 67' · Hanson 72' |

 Wals Siezenheim Stadium, Salzburg
Assistència: 31.063 espectadors
Àrbitre: Massimo Busacca (Suïssa)        
| Suècia          | 1–2 | Espanya                                 |
| --------------- | --- | --------------------------------------- |
| Ibrahimović 34' |     | Fernando Torres 15' · David Villa 90+2' |

 Tivoli-Neu Stadion, Innsbruck
Assistència: 30.772 espectadors
Àrbitre: Pieter Vink (Països Baixos)        
| Grècia | 0–1 | Rússia       |
| ------ | --- | ------------ |
|        |     | Ziriànov 33' |

 Wals Siezenheim Stadium, Salzburg 
Assistència: 31.063 espectadors
Àrbitre: Roberto Rosetti (Itàlia)        
| Grècia         | 1–2 | Espanya                        |
| -------------- | --- | ------------------------------ |
| Kharisteas 42' |     | de la Red 61' · Dani Güiza 88' |

 Wals Siezenheim Stadium, Salzburg 
Assistència: 30.883 espectadors
Àrbitre: Howard Webb (Anglaterra)        
| Rússia                          | 2–0 | Suècia |
| ------------------------------- | --- | ------ |
| Pavliutxenko 24' · Arshavin 50' |     |        |

 Tivoli-Neu Stadion, Innsbruck 
Assistència: 30.772 espectadors
Àrbitre: Frank de Bleeckere (Bèlgica)        

## Segona fase
|  | Quarts de final      | Quarts de final    |                      |       | Semifinals | Semifinals |  |  | Final | Final |
|  |                      |                    |                      |       |            |            |  |  |       |       |
|  | 19 de juny - Basilea |                    |                      |       |            |            |  |  |       |       |
|  |                      |                    |                      |       |            |            |  |  |       |       |
|  | Portugal             | 2                  |                      |       |            |            |  |  |       |       |
|  | Portugal             | 2                  | 25 de juny - Basilea |       |            |            |  |  |       |       |
|  | Alemanya             | 3                  |                      |       |            |            |  |  |       |       |
|  | Alemanya             | 3                  | Alemanya             | 3     |            |            |  |  |       |       |
|  | 20 de juny - Viena   |                    | Alemanya             | 3     |            |            |  |  |       |       |
|  |                      | Turquia            | 2                    |       |            |            |  |  |       |       |
|  | Croàcia              | Turquia            | 2                    | 1 (1) |            |            |  |  |       |       |
|  | Croàcia              |                    | 29 de juny - Viena   | 1 (1) |            |            |  |  |       |       |
|  | Turquia              | 1 (3)              |                      |       |            |            |  |  |       |       |
|  | Turquia              | 1 (3)              | Alemanya             | 0     |            |            |  |  |       |       |
|  | 21 de juny - Basilea |                    | Alemanya             | 0     |            |            |  |  |       |       |
|  |                      | Espanya            | 1                    |       |            |            |  |  |       |       |
|  | Països Baixos        | Espanya            | 1                    | 1     |            |            |  |  |       |       |
|  | Països Baixos        | 26 de juny - Viena |                      | 1     |            |            |  |  |       |       |
|  | Rússia               | 3                  |                      |       |            |            |  |  |       |       |
|  | Rússia               | 3                  | Rússia               | 0     |            |            |  |  |       |       |
|  | 22 de juny - Viena   |                    | Rússia               | 0     |            |            |  |  |       |       |
|  |                      | Espanya            | 3                    |       |            |            |  |  |       |       |
|  | Espanya              | Espanya            | 3                    | 0 (4) |            |            |  |  |       |       |
|  | Espanya              |                    |                      | 0 (4) |            |            |  |  |       |       |
|  | Itàlia               | 0 (2)              |                      |       |            |            |  |  |       |       |
|  | Itàlia               | 0 (2)              |                      |       |            |            |  |  |       |       |

### Quarts de final
| Portugal                        | 2–3 | Alemanya                                     |
| ------------------------------- | --- | -------------------------------------------- |
| Nuno Gomes 40' · H. Postiga 87' |     | Schweinsteiger 22' · Klose 26' · Ballack 61' |

 St. Jakob-Park, Basilea 
Assistència: 39.374 espectadors 
 Àrbitre: Peter Fröjdfeldt (Suècia)        
| Croàcia      | 1–1 | Turquia              |
| ------------ | --- | -------------------- |
| Klasnić 119' |     | Semih Şentürk 120+2' |

 Ernst Happel Stadion, Viena 
Assistència: 51.428 espectadors
Àrbitre: Roberto Rosetti (Itàlia)        
|                                  |     | Penals                                      |  |
| Modrić · Srna · Rakitić · Petrić | 1–3 | Arda Turan · Semih Şentürk · Hamit Altıntop |  |

| Països Baixos      | 1–3 | Rússia                                            |
| ------------------ | --- | ------------------------------------------------- |
| van Nistelrooy 86' |     | Pavliutxenko 56' · Torbinsky 112' · Arshavin 116' |

 St. Jakob-Park, Basilea 
Assistència: 38.374 espectadors 
 Àrbitre: Ľuboš Micheľ (Eslovàquia)        
| Espanya | 0–0 | Itàlia |
| ------- | --- | ------ |
|         |     |        |

 Ernst Happel Stadion, Viena 
Assistència: 48.000 espectadors 
 Àrbitre: Herbert Fandel (Alemanya)        
|                                                                         |     | Penals                                                                 |  |
| David Villa · Santi Cazorla · Marcos Senna · Dani Güiza · Cesc Fàbregas | 4–2 | Fabio Grosso · Daniele De Rossi · Mauro Camoranesi · Antonio Di Natale |  |

### Semifinals
| Alemanya                                                   | 3–2 | Turquia                            |
| ---------------------------------------------------------- | --- | ---------------------------------- |
| Schweinsteiger 26' · Miroslav Klose 79' · Philipp Lahm 90' |     | Uğur Boral 22' · Semih Şentürk 86' |

 St. Jakob-Park, Basilea 
Assistència: 39.374 espectadors
Àrbitre: Massimo Busacca (Suïssa)        
| Millor jugador del partit: Philipp Lahm Àrbitres assistents: Matthias Arnet Stéphane Cuhat Quart àrbitre: Peter Fröjdfeldt |

| Rússia | 0–3 | Espanya                                     |
| ------ | --- | ------------------------------------------- |
|        |     | Xavi 50' · Dani Güiza 72' · David Silva 83' |

 Ernst Happel Stadion, Viena 
Assistència: 51.428 espectadors
Àrbitre: Frank de Bleeckere (Bèlgica)        
| Millor jugador del partit: Andrés Iniesta Àrbitres assistents: Peter Hermans Alex Verstraeten Quart àrbitre: Kyros Vassaras |

### Final
| Alemanya | 0–1 | Espanya       |
| -------- | --- | ------------- |
|          |     | F. Torres 33' |

 Ernst Happel Stadion, Viena 
Assistència: 51428 espectadors
Àrbitre: Roberto Rosetti (Itàlia)        
| Millor jugador del partit: Fernando Torres Àrbitres assistents: Alessandro Griselli Paolo Calcagno Quart àrbitre: Peter Fröjdfeldt |

|  | Campió: ESPANYA Segon títol |

## Golejadors
| 4 gols - David Villa 3 gols - Lukas Podolski - Roman Pavliutxenko - Hakan Yakin - Semih Şentürk 2 gols - Michael Ballack - Miroslav Klose - Bastian Schweinsteiger - Ivan Klasnić - Fernando Torres - Dani Güiza - Wesley Sneijder - Ruud van Nistelrooy - Robin van Persie - Andrei Arxavin - Zlatan Ibrahimović - Arda Turan - Nihat Kahveci | 1 gol - Philipp Lahm - Ivica Vastić - Luka Modrić - Darijo Srna - Ivica Olić - Rubén de la Red - Cesc Fàbregas - Xavi Hernández - David Silva - Thierry Henry - Ànguelos Kharisteas - Daniele De Rossi - Christian Panucci - Andrea Pirlo - Giovanni van Bronckhorst - Dirk Kuyt - Klaas-Jan Huntelaar - Arjen Robben | 1 gol (cont.) - Roger Guerreiro - Deco - Nuno Gomes - Raul Meireles - Pepe - Hélder Postiga - Ricardo Quaresma - Cristiano Ronaldo - Jan Koller - Jaroslav Plašil - Libor Sionko - Václav Svěrkoš - Adrian Mutu - Dmitri Torbinsky - Konstantín Ziriànov - Petter Hansson - Uğur Boral |

## Guardons

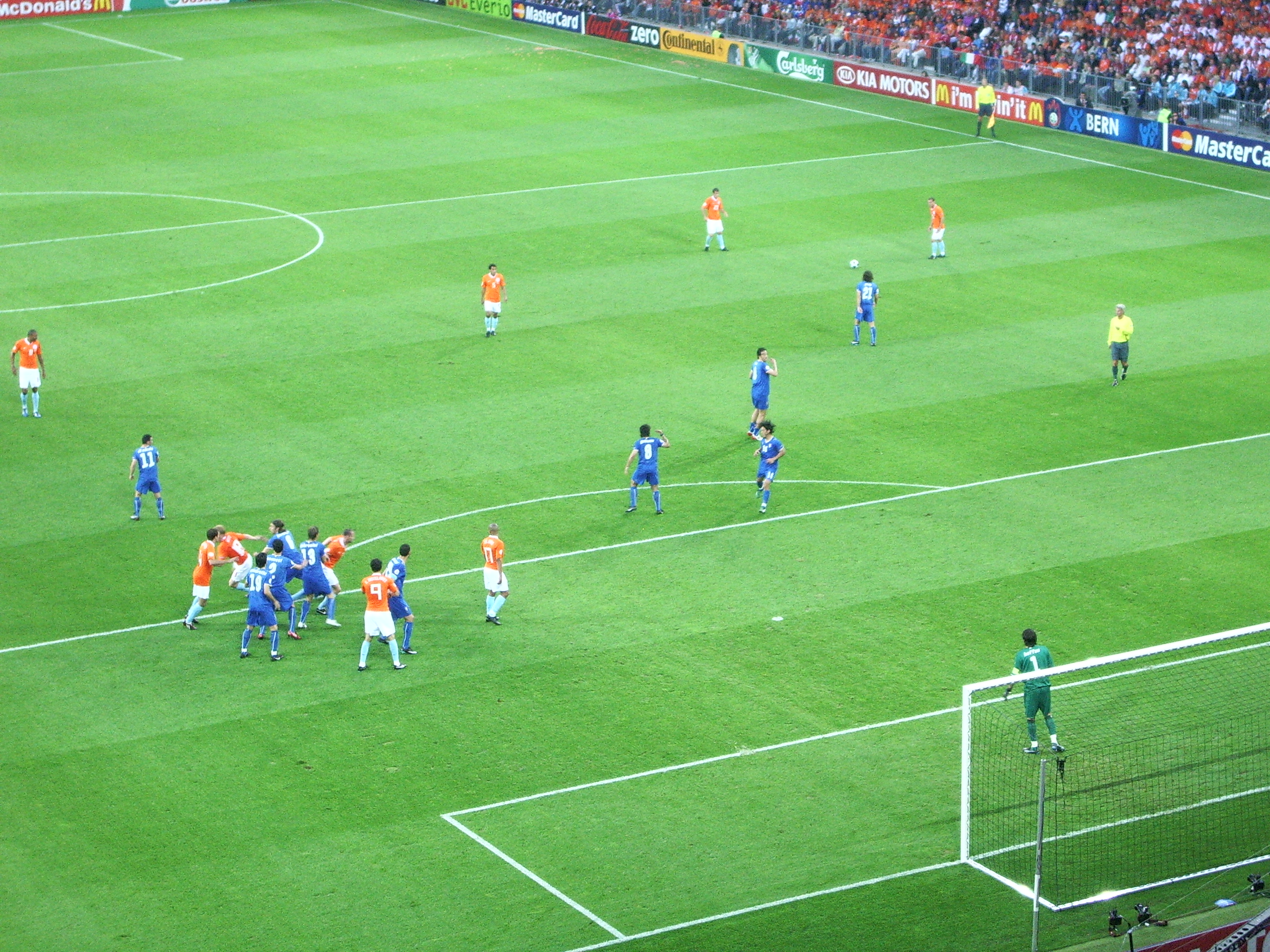
Tir lliure al partit Holanda - Itàlia del 9 de juny.

Equip ideal del torneig
| Porters           | Defenses        | Centrecampistes     | Davanters          |
| Gianluigi Buffon  | José Bosingwa   | Hamit Altıntop      | Andrei Arxavin     |
| Iker Casillas     | Philipp Lahm    | Michael Ballack     | Roman Pavliutxenko |
| Edwin van der Sar | Carlos Marchena | Cesc Fàbregas       | Fernando Torres    |
|                   | Pepe            | Andrés Iniesta      | David Villa        |
|                   | Carles Puyol    | Luka Modrić         |                    |
|                   | Iuri Jirkov     | Lukas Podolski      |                    |
|                   |                 | Marcos Senna        |                    |
|                   |                 | Wesley Sneijder     |                    |
|                   |                 | Xavi Hernàndez      |                    |
|                   |                 | Konstantín Ziriànov |                    |

Bota d'Or
- David Villa (4 gols)

Millor jugador del torneig
- Xavi Hernàndez